# Rotonde de Brunelleschi
La rotonde de Brunelleschi est l'église de Sainte-Marie-des-Anges, ancien couvent de Florence, situé sur la via degli Alfani.
Depuis 2023, la rotonde, désormais appelée Museo de' Medici, abrite le musée de l'histoire des Médicis.

## Histoire et architecture

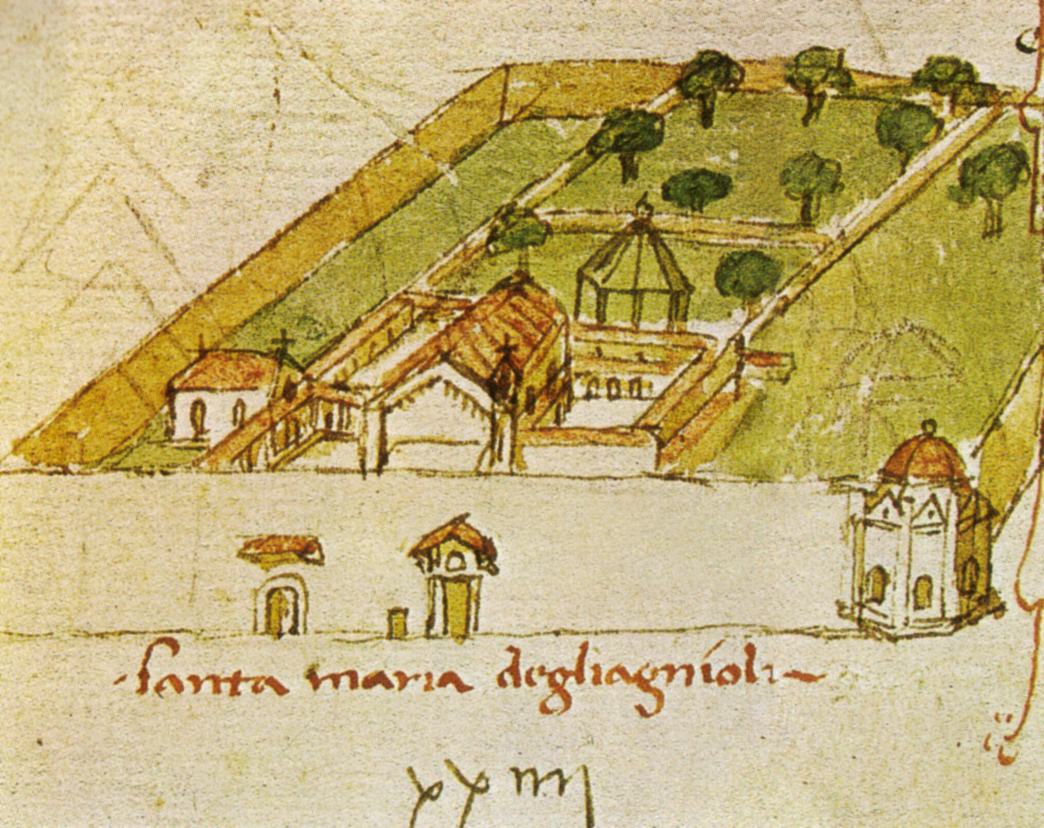
Santa Maria degli Angeli et le Castellaccio, dans le Codex Rustici, première moitié du XVe siècle.

Le couvent, fondé en 1295 par Antonio Viva Guittone d'Arezzo, s'inspire des ermitages de l'ordre camaldule.
En 1434, l'architecte Brunelleschi réalise une étude d'église s'articulant autour d'un octogone central. C'est le premier bâtiment de la Renaissance à plan centré, à forme octogonale à l'intérieur et seize facettes à l'extérieur. Cette église fut commandée par les héritiers du célèbre Filippo degli Scolari, connu sous le nom de Pippo Spano qui, à sa mort en 1426, laissa 5 000 florins d'or à l'Arte dei Mercatanti de Calimala, afin de construire une église camaldule dédiée à la Vierge et aux douze apôtres. Le célèbre chef florentin avait été enrôlé dans l'armée du roi de Hongrie et de l'empereur Sigismond qui, pour le récompenser de ses faits d'armes contre les Turcs, lui donna honneurs et richesses, avec le titre de comte et celui de Spano - commandant - des armées royales impériales de Sigismond.
Comme le Panthéon de Rome, l'église devait comporter un ensemble de chapelles rayonnantes, mais, par manque de fonds, elle resta inachevée. L'édifice fut rénové au XVIIe siècle par Gherardo Silvani et Bartolomeo Ammannati. Bernardino Poccetti peignit les fresques du cloître des Anges. L'ensemble a été remanié au XIXe siècle.
Au XXe siècle, l'ensemble des bâtiments du couvent a été affecté à la Faculté de Lettres et de Philosophie de l'Université de Florence, et la rotonde l'était également.

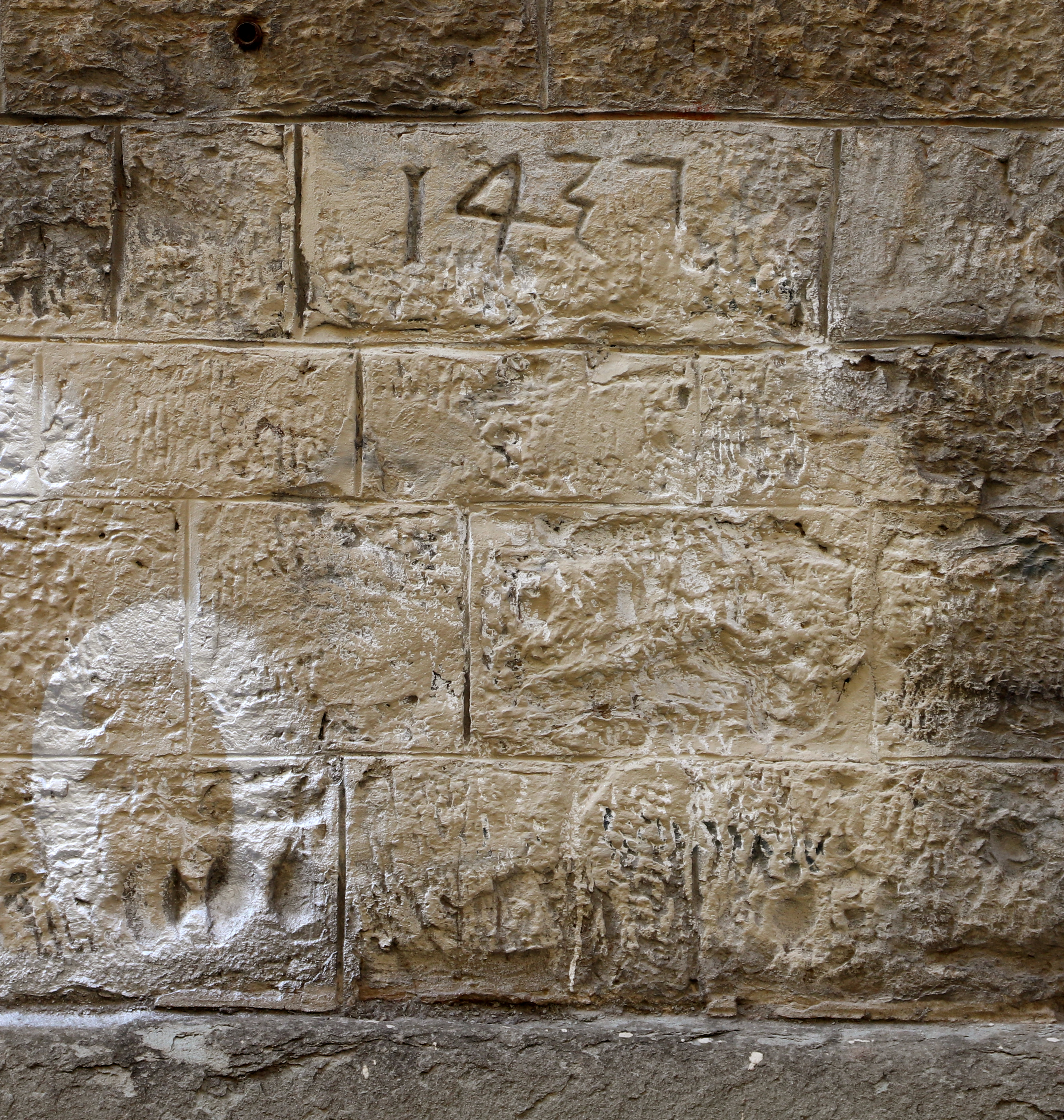
La date de 1437 dans la maçonnerie.
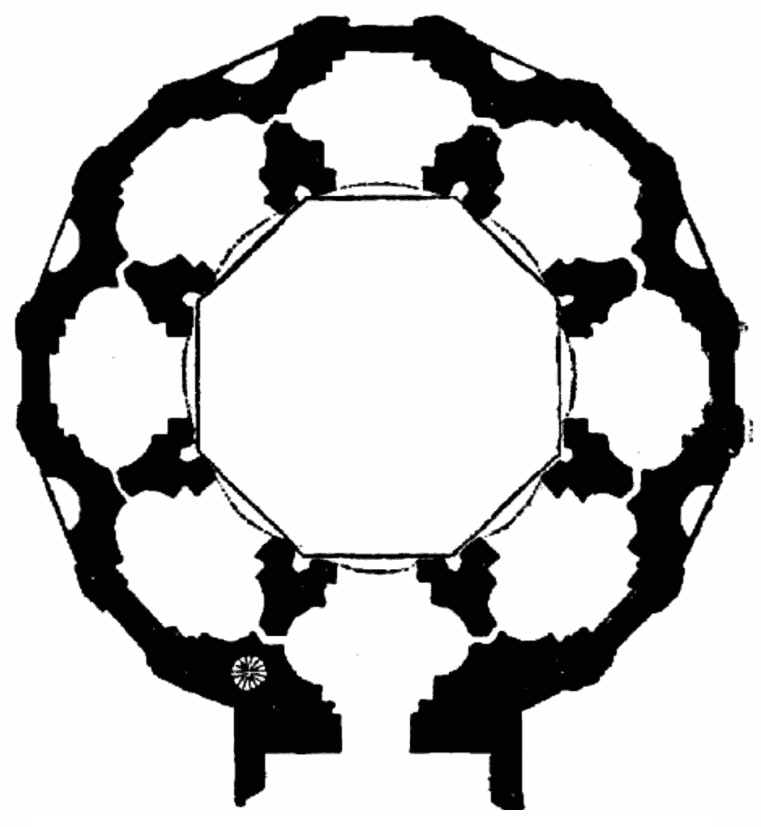
Plan de la rotonde.
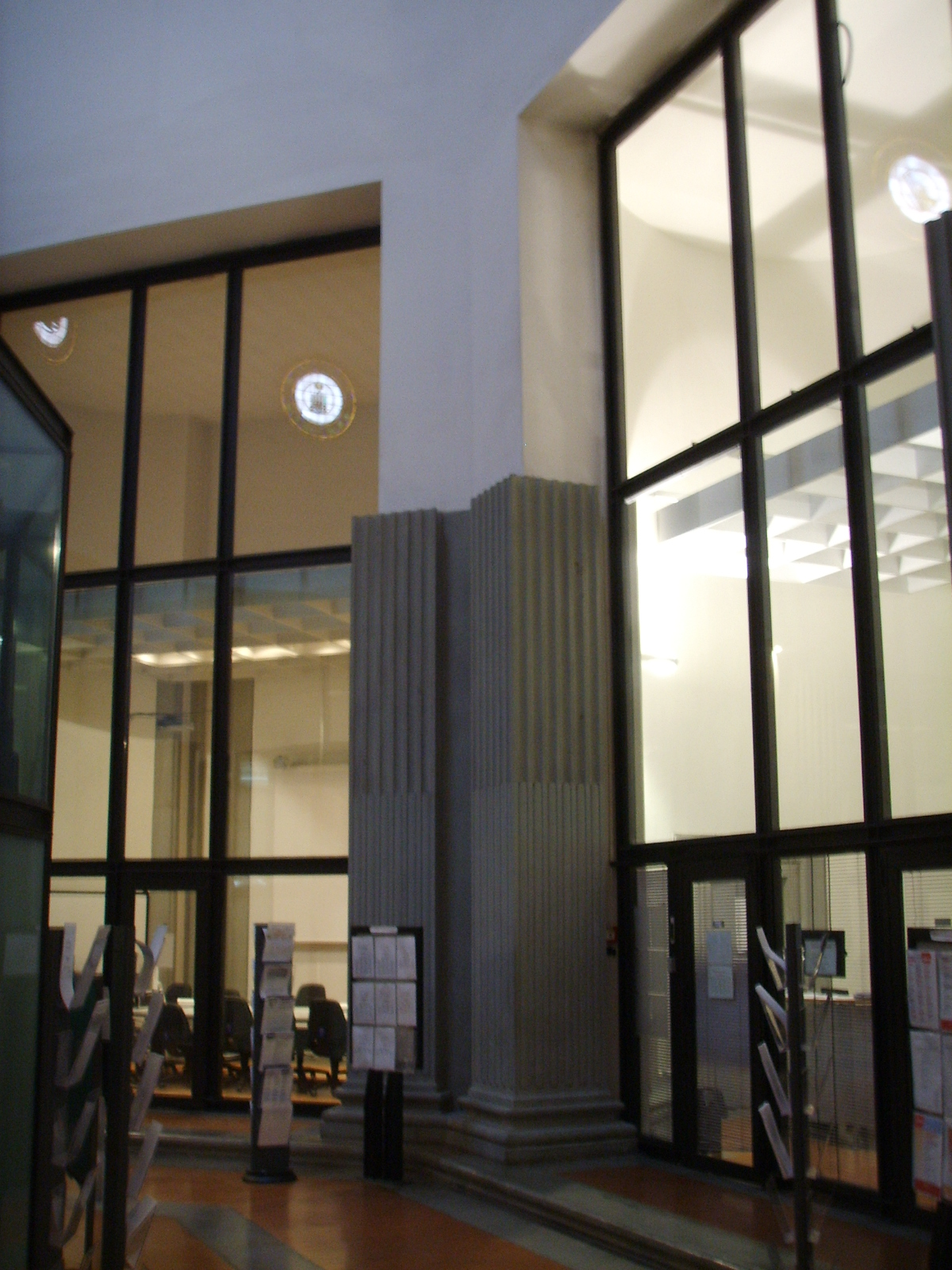
Intérieur de la rotonde, comme bâtiment universitaire.